# Missioners de Sant Joan Baptista
La Congregació de Sacerdots Seglars Missioners de Sant Joan Baptista, en llatí Congregatio Sacerdotum Secularium Missionariorum de Sancto Ioanne Baptista, fou una societat de vida apostòlica de sacerdots missioners. Els seus membres, anomenats popularment baptistins formaven la branca masculina de les Monges Eremites de Sant Joan Baptista. La congregació, fundada en 1749, fou suprimida en 1810.

## Història
La congregació nasqué de la iniciativa de Giovanna Battista Solimani, que ja havia fundat l'orde monàstic contemplatiu de les Eremites de Sant Joan Baptista: volgué crear-ne una branca masculina dedicada a l'evangelització de pobles infidels o herètics.
Amb l'ajut del seu confessor Domenico Francesco Olivieri (1691-1766), començà l'obra de fundació a Gènova el 1749. El juny del mateix any, Olivieri anà a Roma per informar del projecte a la Santa Seu. Niccolò Maria Lercari, secretari de la Congregació per a l'Evangelització dels Pobles, veié amb bons ulls la iniciativa, però el papa Benet XIV no volia fundar nous instituts religiosos i va fer modificar-ne la regla proposada. Així, els Missioners de Sant Joan Baptista no farien vots solemnes, no portarien hàbit ni tindrien constitucions pròpies: serien sacerdots seglars que viurien en comunitat.
L'arquebisbe de Gènova i Giovanna Solimani acceptaren les condicions i el 22 de setembre de 1755 Benet XIV va aprovar el nou institut amb un breu. La congregació, sota la forma de societat de vida apostòlica, depenia de la Congregació de Propaganda Fide
Els baptistins emetien el vot d'estabilitat i el de treballar en les missions que els confiés la Santa Seu. Tenien prohibit confessar dones i predicar a països catòlics. Portaven el mateix hàbit que els Missioners Paüls. El superior general era elegit anualment i prenia possessió el 24 de juny, festa de Sant Joan. La seu central fou vora l'església de Sant'Isidoro a Capo de Roma.
La primera missió de la societat fou a Bulgària, on marxeren tres preveres el 1753. El 1763 començaren les missions al Caucas, però no tingueren èxit. Les missions arribaren a la Xina i l'Índia.
La congregació fou dissolta per decret de Napoleó I el 1810. Malgrat que es volgué restaurar després, no s'aconseguí.